# Sergio Schulmeister
Sergio Pedro Schulmeister (Coronel Suárez, Buenos Aires, 30 de abril de 1977-Buenos Aires, 4 de febrero de 2003) fue un futbolista argentino que se desempeñaba como arquero.

## Carrera
Inició su carrera en el Centro Blanco y Negro, de su ciudad natal, allí trabajó como ayudante del DT. Tuvo la gran ventaja de ir a Club Atlético Boca Juniors, en donde se entrenó con Diego Armando Maradona, entre otras figuras; pero no tuvo suerte. Luego viajó a Capital Federal y pasó a Defensores de Belgrano. En 1999 llegó a las finales del reducido de la Primera B Metropolitana, que finalmente perdió frente a Temperley. Pasó por Club Atlético San Miguel y Club Atlético Rafaela, del Nacional B. Fue contratado por el Club Atlético Huracán de la primera división, donde disputó nueve partidos y en el que durante la última temporada alternó la titularidad con su colega Martín Ríos, perdiendo la titularidad tras un pésimo clásico con Club Atlético San Lorenzo de Almagro, donde en el mismo Duco recibiría cuatro goles, algunos con su responsabilidad para colaborar la mala tarde y el pésimo Torneo Apertura 2002 que viviría el Globo para descender. 
La gente de San Miguel lo recuerda por su histórico gol. Schumi, como así lo apodaban, sigue siendo recordado y hasta se han hecho movilizaciones en su honor.

## Suicidio
Se suicidó el martes 4 de febrero de 2003 por la tarde. El director técnico del club en el que jugaba, Carlos Babington, comenzó a sospechar que había pasado algo, ya que no concurrió a la práctica en un amistoso entre Huracán y Arsenal, ya que el nunca había faltado a un entrenamiento. Fue encontrado por la policía colgado del cuello con un cinturón de vestir en la cocina de su residencia en la calle Colombres en el barrio porteño de Almagro, luego de que el arquero José Luis Yanieri y otros colegas compañeros de equipo, Pablo Monsalvo y Darío Gigena, golpearan repetidas veces la puerta de su casa y al no recibir respuesta llamaron a las autoridades. Ya había intentado quitarse la vida el 25 de septiembre de 2001, cuando jugaba en Atlético Rafaela, intentando degollarse con un cuchillo de cocina y se había cortado el cuello, su novia había logrado salvarlo. Según comentarios de allegados del futbolista, no pudo superar la temprana muerte de su padre.
Los restos del jugador fueron velados en una cochería ubicada en Colombres y Carlos Calvo, de la Capital Federal.

## Clubes
| Club                   | País      | Año       |
| ---------------------- | --------- | --------- |
| Defensores de Belgrano | Argentina | 1997-1999 |
| San Miguel             | Argentina | 1999-2001 |
| Atlético Rafaela       | Argentina | 2001-2002 |
| Huracán                | Argentina | 2002-2003 |